# Nova Drenčina
Nova Drenčina is een plaats in de gemeente Petrinja in de Kroatische provincie Sisak-Moslavina. De plaats telt 389 inwoners (2001).